# Centre clinique et hospitalier de Bežanijska kosa
Le centre clinique et hospitalier de Bežanijska kosa (en serbe cyrillique : Клиничко-болнички центар Бежанијска коса ; en serbe latin : Kliničko-bolnički centar Bežanijska kosa ; en abrégé : KBC Bežanijska kosa) est un hôpital public situé à Belgrade, la capitale de la Serbie, dans la municipalité urbaine de Zemun. Créé en 1956, il fait partie du réseau Health Promoting Hospitals (HPH).

## Historique et présentation
L'hôpital a été fondé en 1956 par la municipalité de Belgrade en tant que sanatorium pour le traitement de la tuberculose. En 1978, il est devenu un hôpital général organisé autour d'un département de médecine interne et d'un département de chirurgie. En 1994, un département de diagnostic rapide Medik y a été établi.
Le centre hospitalier, qui s'étend sur plus de 20 000 m2, a été complété par une polyclinique pour les patients de jour en 2007. Il a été complètement rénové, notamment avec la réalisation de chambres de grand confort,.
L'hôpital dispose de 340 lits. Il emploie environ 1 000 personnes, dont 200 médecins spécialistes répartis dans plus de 50 secteurs. Chaque année, il reçoit plus de 100 000 patients de jour et accueille environ 10 000 malades.

## Structure
Le département de médecine interne est subdivisé en plusieurs services, notamment ceux de pneumologie, allergologie et immunologie, gastro-entérologie et hépatologie, cardiologie ou endocrinologie. L'hôpital abrite aussi un département de chirurgie et un département d'oncologie,.
Plusieurs autres services sont communs à tous les secteurs, comme le laboratoire de biologie médicale, le département de médecine physique et de réadaptation, le centre de recherche médicale, de médecine sociale et d'informatique, le service des urgences et des admissions, le centre de transfusion, le centre d'imagerie médicale, le centre Médik de diagnostic rapide, la pharmacie ou le service de pathologie.

## Transports
L'hôpital est accessible par les lignes de bus 76 (Novi Beograd Blok 70a – Hôpital de Bežanijska kosa) et 77 (Zvezdara – Hôpital de Bežanijska kosa) de la société GSP Beograd.